# Мадурай
Мадурай, до 1949 року Мадура (тамільською: மதுரை) — місто на південному сході Індії, у південно-центральній частині штату Таміл-Наду, населенням (на 2005 рік) 1,18 млн мешканців. 

## Історія
Мадурай — друге найбільше, і мабуть найстарше, місто у штаті. Розташоване на ріці Вайґай і оточене горами Анай, Наґа та Пасу (слон, змія та корова). Компактне старе місто було місцем столиці Пандья (4-те — 11-те століття), яке розкинулося навколо стародавнього храму Мінаксі-Сундарешвара. Храм, палац Тірумла-Наяк, Теппакулам (земляний резервуар-укріплення) та Тисячестовпний зал були збудовані протягом періоду панування Віджаянаґари (16-17-те століття), після повного знищення міста у 1310 році. Міські мури були усунені британцями у 1837 році для розширення міста. Тоді ж були створені адімінстративні та житлові дільниці на північ від річки.

## Галерея

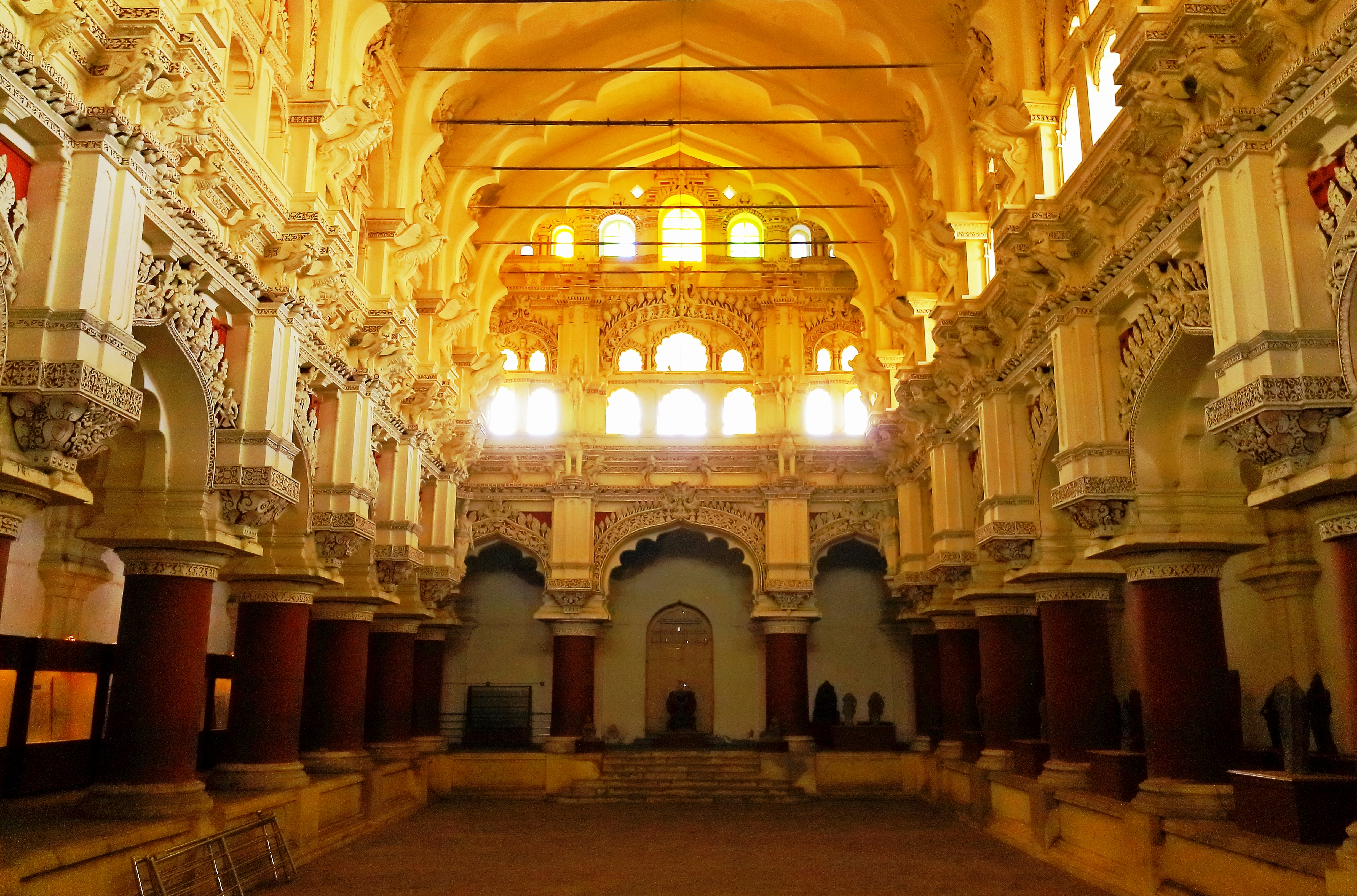
Палац Тірумалай Наяккар Махал
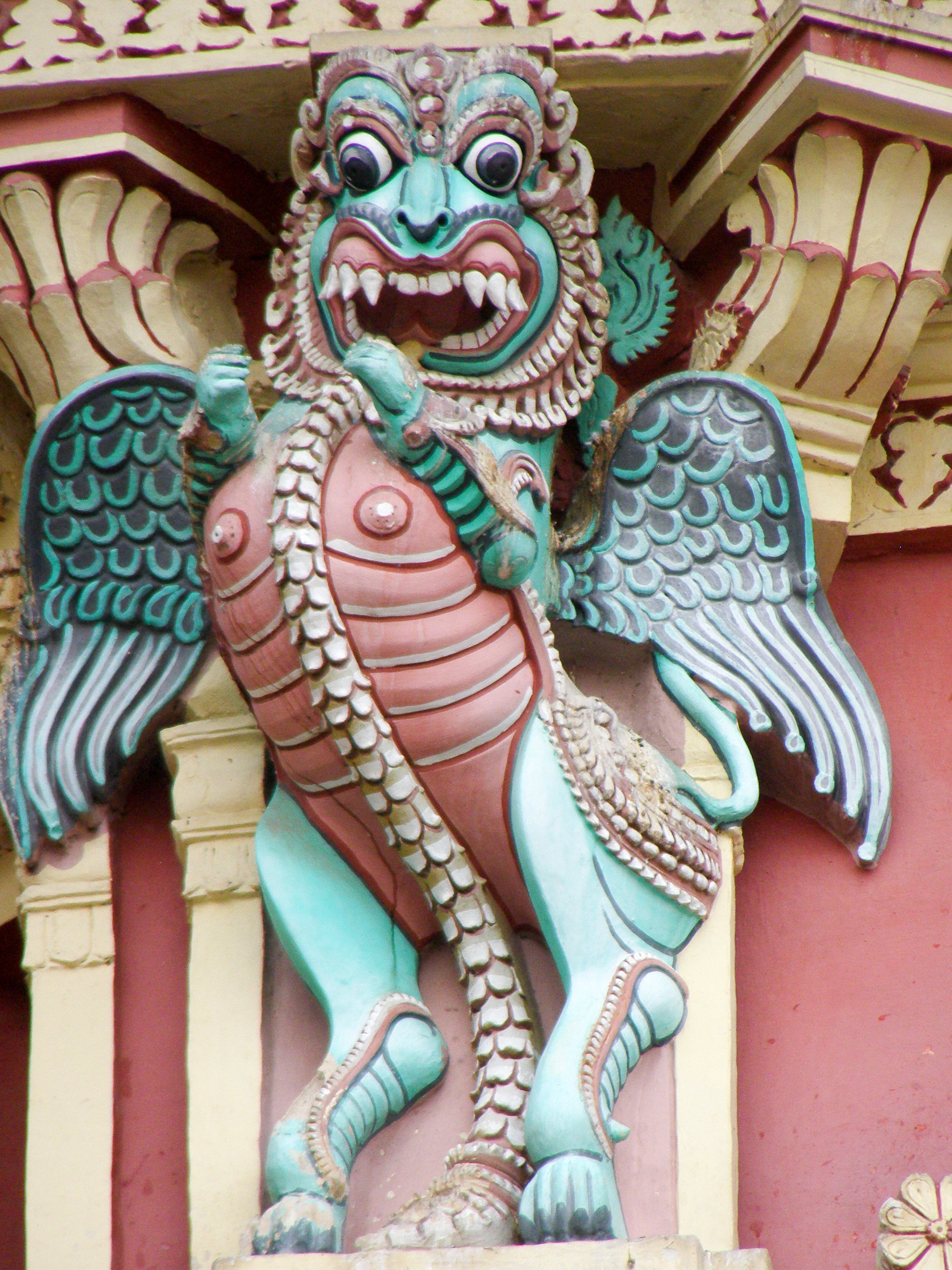
Декор палацу Тірумалай Наяккар Махал

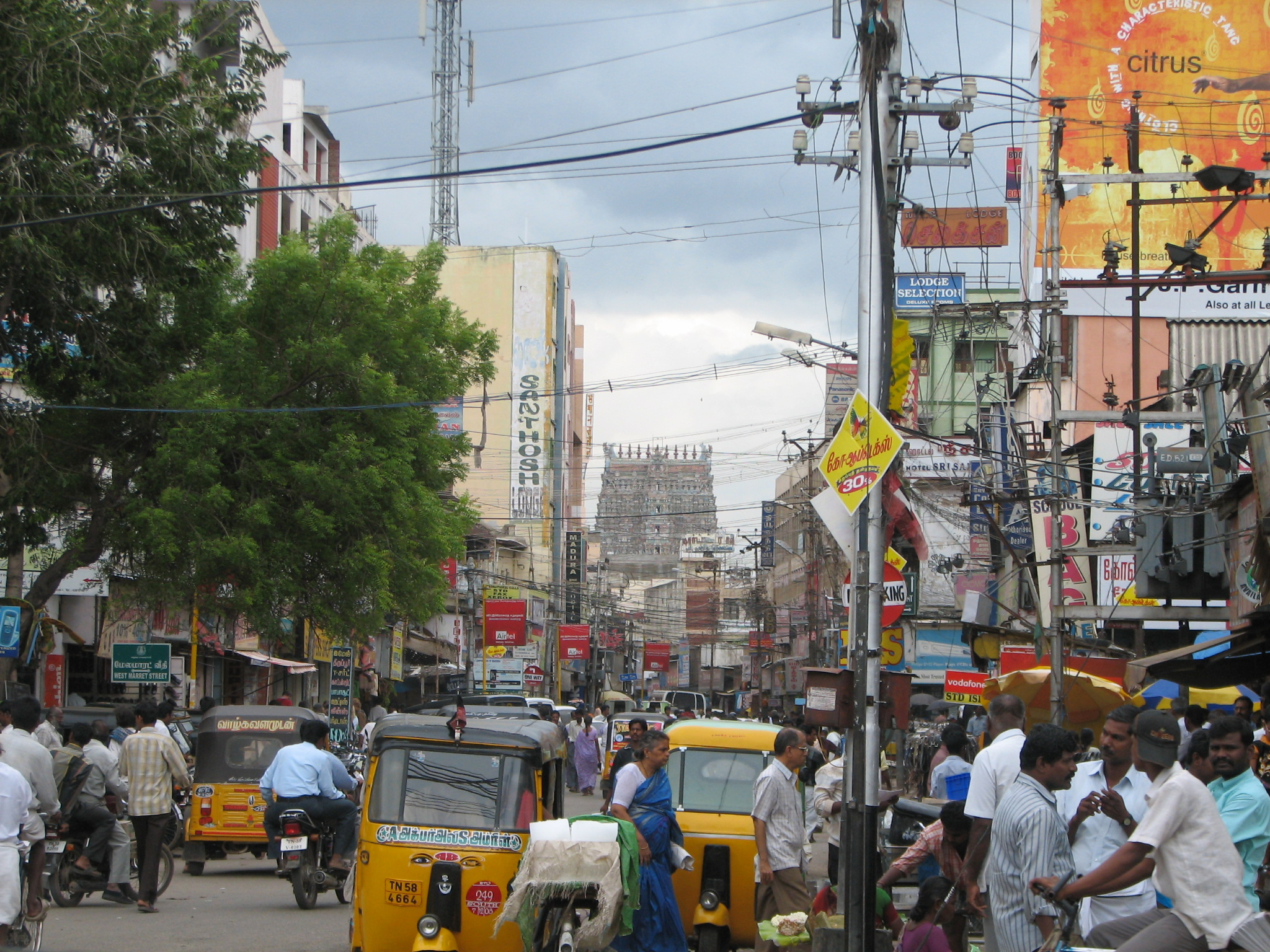
Одна з вулиць Мадурая

## Джерело
- Madurai [Архівовано 14 березня 2009 у Wayback Machine.] Енциклопедія Британніка